# Karatjajer
Karatjajer, är ett muslimskt turkfolk i Kaukasus, nära besläkade med balkarerna. De lever huvudsakligen i den ryska republiken Karatjajen-Tjerkessien.
De talar språket Karatjajbalkariska.